# Departamento General Paz
General Paz es un departamento de la provincia de Corrientes, en el noreste de la Argentina, que ocupa 2609.5 km², en la región norte de la provincia.
Limita al oeste con el departamento San Luis del Palmar, al norte con el departamento Berón de Astrada, al este tiene fronteras con el departamento San Miguel y al sur limita con los departamentos Mburucuyá y Concepción.
La capital del departamento es la ciudad de Nuestra Señora del Rosario de Caá Catí, generalmente conocida como Caá Catí. Junto con ella, Itá Ibaté es el otro principal núcleo poblacional del departamento. 

## Historia
El 22 de agosto de 1764 fue creada la parroquia (curato) de Caá Catí por el obispo de Buenos Aires, Manuel Antonio de la Torre.
El 25 de noviembre de 1823 fue replanteado y mensurado el pueblo de Caá Catí. El 9 de octubre de 1852 fue elevado a la categoría de villa. El 5 de diciembre de 1856 el Congreso General Constituyente elevó por ley a la categoría de ciudad a la villa de Caá Catí.
El 7 de junio de 1877 por decreto del gobernador José Luis Madariaga se ordena la fundación del pueblo de Itá Ibaté, pero por decreto de 20 de abril de 1880 fue dejado sin efecto. El 14 de marzo de 1881 la Cámara de Representantes de la provincia aprueba la fundación de Itá Ibaté.
El 20 de mayo de 1910 fue sancionada la ley que cambia el nombre de la ciudad de Caá Catí a General Paz.
El 7 de marzo de 1917 el gobernador Mariano Indalecio Loza aprobó por decreto el Cuadro comparativo de la subdivisión en Departamentos y Secciones de la Provincia de Corrientes; Límites interdepartamentales e interseccionales, que fijó para el departamento General Paz los siguientes límites:

Departamento General Paz - Límites departamentales:
 Norte: Arrancando cerca de la punta Sudoeste del rincón Jagua Kua, corre en dirección Este por el estero Riachuelo hasta el mojón Nordeste de la propiedad de Eusebio Gauna, y el límite Este de la misma propiedad; sigue los límites Este y Norte de la propiedad suc. de Esquivel y Paniagua, y corta la de la suc. de R. Amadey, en dirección Sur. Sube el estero San Lorenzo, hasta el mojón Sudoeste de la propiedad de Sixto Sampayo, siguiendo el límite Oeste de esta misma propiedad hasta el Paraná y, al fin, el Paraná mismo; Este: Estero Santa Lucía, hasta el límite Oeste de la propiedad suc. de F. Alderete; Sur: Límite Oeste de la propiedad suc. de F. Alderete, hasta la cañada Portillo, siguiéndola hasta el mojón Sudoeste de la propiedad de R. Barrios, cañada Fragosa y límite Oeste de la propiedad de F. G de Sandoval, cañada Don Felipe, límite Oeste de la propiedad de Angel Sánchez, límites Sur y Este de la de Dagoberta de Bianchetti, estero Longaniza, hasta su unión con las Maloyas; Oeste: La línea recta hasta el estero Riachuelo.

El cuadro señaló que el departamento estaba dividido en 5 secciones:

El Departamento está dividido en cinco secciones, con los siguientes límites:
 lra. Sección: Norte: Límite departamental; Este: Esteros Arerungua y Santa Lucía; Sur: Límite Sudoeste de la propiedad de José Esquivel, límite Sur de las propiedades de P. Díaz Colodrero; Oeste: Límite Oeste de las propiedades de P Díaz Colodrero, Sixta C. de Meana, C. Díaz Colodrero y suc. de Esquivel y Paniagua.
 2da. Sección: Norte: Esteros del Riachuelo; Este: Límite Oeste de las propiedades de Eusebio Gauna, M. Jarque, Emiliana Beretta, Antonio y Celedonio Colodrero, Bonifacia C. de Vallejos; Sur: Límite Sur de la propiedad de Bonifacia C. de Vallejos y el estero Lama; Oeste: Límite Oeste de la propiedad de Margarita y Diego Saucedo, G. G. de Mosqueda, el F. C. Económico y parte de las Maloyas.
 3ra. Sección: La 3ra. Sección está al Sur de la línea divisoria que sigue por la cañada Don Felipe, hasta el mojón Noroeste de la propiedad de Manuel Mosqueda, el límite Este de esta misma propiedad, el estero Lama y el límite Norte de las propiedades de S. V. de Blanco, F. Beltrán y Gabriel Acosta.
 4ta. Sección: La parte al Oeste del F. C. Económico y de la cañada Don Felipe, comprende la Cuarta Sección.
 5ta. Sección: Al Este del estero Arerungua está la Quinta Sección, que incluye también el campo de Sixto Sampayo.

El 31 de agosto de 1935 fue publicado el decreto del vicegobernador Pedro Resoagli que determinó los límites de los departamentos:

Departamento General Paz: Tiene los siguientes límites generales: Norte: Una línea que, iniciándose en el vértice del rincón Yaguareté Cuá, del estero del Riachuelo (en que se tocan los Departamentos de Berón de Astrada y San Luis del Palmar), continúa por el predicho estero hasta el mojón N. O. de la propiedad de Eusebio Gauna, toma el mojón N. E. de la misma, por cuyo deslinde oriental continúa hasta dar con el límite Norte del campo de Rodolfo Llano (Timbó Cora); sigue por ese deslinde y el de la propiedad de Carmen Llano de Llano, desciende por el deslinde oriental de esta última propiedad y la de la sucesión de Rómulo Amadey, hasta el estero San Lorenzo, continúa ascendentemente por éste por el límite del Departamento de Berón de Astrada, hasta el mojón S. O. de la propiedad de Valeriano Pérez, siguiendo rectamente por el deslinde occidental de la misma y el de la señora Mariana Sampayo de González, hasta dar con el río Alto Paraná; luego, el río Alto Paraná, desde este punto, aguas arriba, hasta el mojón N. E. de la propiedad de Gallino y Fernández (estancia, Itá Ibaté); Este y Sud: Una línea que, iniciándose sobre el río Alto Paraná, en el mojón N. E. de la propiedad de Gallino y Fernández, sigue su deslinde hasta el estero Santa Lucía, por el que continúa (límites de los Departamentos de San Miguel y Concepción), hasta el mojón S. O. de la propiedad de la sucesión de J. Alderete; continúa por el deslinde occidental de la misma, hasta el límite Sud de la Colonia Juan Pujol, cuya línea sigue, como el límite Sud, de las propiedades de María L. de Sánchez, Ignacio Merlo, Fernando Ortiz y F. Barrios, hasta el mojón S. O. de la última, continúa por la cañada Fragosa, el límite occidental de la propiedad de F. G. de Sandoval, la cañada Don Felipe, hasta la isla del mismo nombre, el límite Oeste de la propiedad de Angel Sánchez, el límite Norte de esta propiedad y el de las de Juan G Monzón, herederos de Monzón, Agustina Gutiérrez de Báez, Nazaria Almirón de Vallejos, Melitona Cardozo de Cardozo, Enrique Cardozo, Ireneo Cardozo, Victoriana C. de Sena, Pablo Burlando, Rafaela C. de Barrientos, hasta el rincón Arasaty o límite Sud de la propiedad de Teodora Giménez, continuando por el estero Longaniza, hasta su unión con el estero de las Maloyas, o sea el vértice del Rincón de Vences; Oeste: La línea arranca de la unión de los esteros Longaniza y las Maloyas (mojón S. O. de la propiedad de los sucesores de Giménez), continúa por este último (límite con el Departamento de San Luis del Palmar), hasta su unión con el estero del Riachuelo, en el vértice del Rincón Yaguareté Cuá

## Población
Cuenta con 17 020 habitantes (Indec, 2022), lo que representa un incremento promedio anual del 1.2% frente a los 14 836 habitantes (Indec, 2010) del censo anterior.

La mediana de edad se estableció en 32 años.
| Gráfica de evolución demográfica de Departamento General Paz entre 1991 y 2022 |
|                                                                                |
| Fuente: censos nacionales del INDEC                                            |

## Localidades
La mayor parte de la población se concentra en la ciudad cabecera del departamento y en menor medida en la localidad de Itá Ibaté. El resto es población de carácter rural, dispersa o asentada en pequeñas localidades.
| Cabecera (Población 2010) | Ciudades (Población 2010) | Otras localidades (Población 2010)                        |
| ------------------------- | ------------------------- | --------------------------------------------------------- |
| Caá Catí (4738 hab.)      | - Itá Ibaté (3772 hab.)   | - Palmar Grande (536 hab.) - Lomas de Vallejos (358 hab.) |